# ناحیه کلفاکس، شهرستان وکسفورد، میشیگان
ناحیه کلفاکس (به انگلیسی: Colfax Township) یک منطقهٔ مسکونی در ایالات متحده آمریکا است که در شهرستان وکسفورد، میشیگان واقع شده‌است.
 ناحیه کلفاکس ۹۱٫۸ کیلومتر مربع مساحت و ۷۶۳ نفر جمعیت دارد و ۳۸۲ متر بالاتر از سطح دریا واقع شده‌است.